# Киргизско-кыпчакские языки

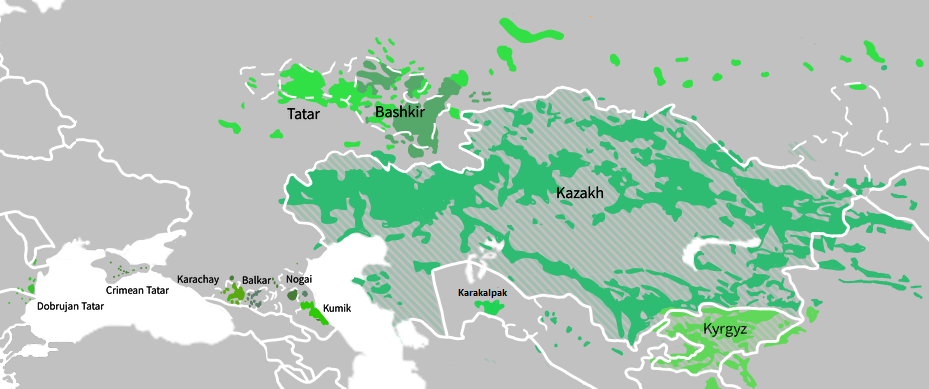
Распространение кыпчакских языков

Кирги́зско-кыпча́кские языки (периферийно-кыпчакские, восточнокыпчакские) — языковая группа, входящая, по мнению одних лингвистов, в более крупную кыпчакскую группу; в соответствии с этим причисляется к западным или восточным тюркским (в последнее время уже по традиции, ибо такое противопоставление считается устаревшим).

## Состав
Бесспорно включает ферганско-кыпчакский (существовавший ещё в начале XX в., в настоящее время частью диалектов соприкасающийся с ногайско-кыпчакскими) и киргизский язык, а также, видимо, лобнорский и хотонский языки (диалекты севернокиргизского типа). Южнокиргизские диалекты обнаруживают смешанный характер: распределяются между киргизско-кыпчакскими, ногайско-кыпчакскими и карлукско-хорезмийскими. Часто в эту группу включается также южноалтайский язык, однако, по мнению отдельных исследователей, он состоит в одной группе вместе с северноалтайским языком. Последний, так же как и хакасский фуюйско-кыргызский язык, в эту группу никогда не включается. С южноалтайским сближается также идиом, носители которого проживают в Китае на озере Канас. По языковым особенностям носители этого идиома максимально близки теленгитам и синьцзянским киргизам.
Идиом, на котором говорят тубалары, обнаруживает сходство и с киргизско-кыпчакскими, и с северноалтайскими.
Как аргумент против включения южноалтайского и тубаларского в киргизско-кыпчакскую подгруппу и в кыпчакскую группу вообще используют факт, что в этих языках интервокальное озвончение согласных проявляется в наибольшей мере, что свойственно для сибирских тюркских. Однако такое озвончение присутствует также в некоторых диалектах сибирско-татарского языка, принадлежащего в западных диалектах к кыпчакским, но в восточных, вероятно, к киргизско-кыпчакским.
Реконструируется также древневосточнокыпчакский язык как основа для современных.

## Этапы развития
Предполагаются следующие этапы развития киргизско-кыпчакской группы:
I этап — единый восточнокыпчакский язык. Ареал — Прииртышье, вплоть до Джунгарии и Южного Алтая (с VIII по IX века)
II этап — отделение от восточнокыпчакского языка древнего южноалтайского языка (с XI века)
III этап — отделение языка кыпчаков Ферганы от восточнокыпчакского языка  (с XV века)
IV этап — формирование из остальных восточнокыпчакских диалектов кыргызского языка (с XV века)

## Фонетические особенности
Характерные особенности: губной сингармонизм в узком и широком варианте (вероятно, тенденция, закрепляемая в письменной речи, особенно в киргизском, в разговорной речи и в диалектах нарушается), особенности, сближающие с восточнотюркскими, — неразличение в той или иной степени звонких и глухих согласных (особенно в южноалтайском языке), вторичные долгие гласные как результат выпадения согласных (в лобнорском наименее регулярно за счет контакта с уйгурским).
С остальными кыпчакскими сближаются по некоторым фонетическим признакам:
- наличие звонкого анлаутного b- при преобладании глухих t- и q-/k- (а также аффрикаты, реализующейся в киргизском как dž-, а в литературном алтайском как d'-) — в южноалтайском анлаутные d- и g- в исконных словах и в старых заимствованиях практически не встречаются за исключением служебных слов;
- развитие сочетаний -ag, -og, -ug, -ög, -üg (иногда и -ıg, -ig) и т. д. в долгие губные гласные (в соответствии с дифтонгами на -w- в остальных кыпчакских; в северноалтайских диалектах и в фуюйско-кыргызском сохраняется -g-) — причем развитие -g- в -w- отмечается также после гласных переднего ряда, в отличие от западных кыпчакских, где -g- переходит в -j- (отсутствует в лобнорском опять-таки вследствие контакта с уйгурским);
- последовательная принадлежность к j-языкам (распространяется и на северноалтайский ареал; фуюйско-кыргызский является z-языком).

Восточные сибирско-татарские диалекты, видимо, исторически образовывали континуум с южноалтайскими и некоторыми северноалтайскими.
Изменение пракыпчакского *au < *ag/ab) в восточнокыпчакское *ou, вероятно, является древнейшим, в современных восточнокыпчакских произошло изменение дифтонга в ō либо в ū, но в диалектах дифтонг сохранен (киргизское тоо, южноалтайское туу, в диалектах тоу — 'гора'). В поволжско-кыпчакских и половецко-кыпчакских, однако, подобное развитие встречается. В то же время в тубаларском, ферганско-кыпчакском и некоторых южнокиргизских диалектах может сохраняться au (тау). Отсутствует в лобнорском, а из собственно кыпчакских в крымскотатарском.
В некоторых словах отмечается развитие не по кыпчакскому типу: саа- 'доить' вместо соо-/соу-/суу- в соответствии с западнокыпчакским сау- (предполагается также воздействие соседних тюркских или монгольского или воспроизведение непосредственно из пратюркского *saga-), айыл 'поселение' в соответствии с западнокыпчакским аул (возобладание формы с -j- может быть результатом контакта с монгольским, где слово звучит как айил), киргизское жаа-, южноалтайское jаа-, тубаларское jаг- 'идти (о дожде)' и так далее. Характерна также форма слова со значением 'лист (растения)' жалбырак/jалбырак в соответствии с западнокыпчакской jap(ı)raq, отмеченной также в киргизском в виде жапырак. Отмечаются ещё особенности, позволяющие некоторым исследователям не признавать данные языки кыпчакскими.
При включении киргизско-кыпчакских в кыпчакские, как бы то ни было, их следует рассматривать в качестве особой, отдельной ветви (восточнокыпчакской).
В лобнорском языке гуттуральные сохраняются и в иных позициях, тем самым язык сближается с карлукско-хорезмийскими. Ещё одним признаком, сближающим с карлукско-хорезмийскими, является появление мягкого g.

## Различия между киргизско-кыпчакскими языками
1. В южноалтайской подгруппе озвончение интервокальных согласных распространяется на спиранты -ш- и -с- (то есть различие фонем /з/ и /с/ устранено), в то время как в ферганско-киргизской -ш- сохраняется, а озвончение -с- относится к маргинальным явлениям; распространенное в некоторых северных диалектах киргизского, оно, например, в литературном киргизском языке считается ненормативным. В южноалтайской диалектной зоне в целом озвончение интервокальных распространено чаще. В то же самое время в киргизском языке считается нормативным оглушение конечного звука -з, хотя это и не отражено на письме: южноалтайское кыс и киргизское кыз 'девушка' произносятся обычно одинаково. Озвончение, распространяющееся на все согласные, в том числе -с- и -ш-, отмечается также в некоторых сибирско-татарских диалектах.
2. Сочетание -зд- переходит в -ст- в южноалтайском, в ферганско-киргизской зоне у этого явления необязательный характер, в письменной речи не отражается: южноалтайское кыстар, киргизское кыздар (множественное число от кыс, кыз). По диалектам это сочетание может сохраняться, в литературном языке, например, в словах сöзлик 'словарь' и кöзнöк 'окно' (-зд- или -зл-//-зн-?).
3. В начальной позиции (в позиции абсолютного начала слова) в южноалтайском из звонких шумных имеются только б- и мягкий звук д'-. Остальные звонкие возможны лишь в служебных разрядах слов. В ферганско-киргизском ареале звонкое начало слова более распространено, хотя при этом начальные г- и д- также редки в исконных слоях лексики. В интервокальной позиции озвончение распространяется и на начальные глухие согласные, особенно в южноалтайском.
Все три признака, отличающих южноалтайский язык от остальных восточнокыпчакских, являются результатом длительного контакта с соседними хакасскими и саянскими языковыми группами, так же как у северноалтайских.
4. В южноалтайском языке киргизскому -оо- (из *-ou-) в первом слоге чаще всего соответствует -уу-, совпадая с исконным -уу-, встречается и -оо-: оос 'рот' (в «Словаре алтайского и аладагского наречий» формы оус и уус отмечены, тогда как оос отсутствует). Развитие в -уу- встречается и в ферганско-киргизской зоне, в некоторых случаях даже в соответствии с южноалтайским -оо-. По диалектам (и южноалтайским, и ферганско-киргизским) наблюдается сохранение исконного дифтонга -оу-.
В тубаларском диалекте и некоторых диалектах ферганско-кыпчакского и южнокиргизского сохранение дифтонга -ау: тау.
5. В непервых слогах в южноалтайском языке произошло совпадение всех долгих губных в узких с их возможным последующим сокращением (-оо-, -уу- > -уу- > -у-; -öö-, -ÿÿ- > -ÿ-), в ферганско-киргизской зоне сохранено различие (-оо-, -уу-, -өө-, -үү-, по диалектам также -оу-, -өү-). Тем самым в южноалтайском произошла утрата признака (то есть долготы), объяснявшего появление губных гласных после негубных.
6. Несмотря на утверждение об обязательном характере и узкого, и широкого типа губной гармонии, на практике это нарушается, особенно в диалектах. Способствует этому и крайне выборочное обозначение губных гласных, например, тогузынчы вместо тогузунчу '№ 9', согуш и согыш от сок- 'бить', тобрак 'глина' (в словаре Радлова тоброк). Числительное '90' пишется как тогузон (в словаре Радлова тогузан, что более правильно фонетически, если произносить -у-), читается как тогзан или тогзон. Последовательно в южноалтайском обозначаются лишь губные, не чередующиеся с негубными, то есть старые долгие: бозу 'теленок' (киргизское музоо), ташту 'каменистый' (киргизское таштуу), бежÿ 'впятером' (киргизское бешөө).
В современном южноалтайском, в отличие от ферганско-киргизского ареала, невозможно появление ö после ÿ, то есть, например, в суффиксе множественного числа после основы, содержащей ÿ, звучит е, а не ö: ÿйлер (множественное число от ÿй 'дом'), кÿндер (множественное число от кÿн 'день'), черÿлер (множественное число от черÿ 'войско') при ферганско-киргизском үйлөр, күндөр, черүүлөр (в киргизских словарях отмечаются отдельные случаи аналогичного отсутствия). В остальных позициях в южноалтайском широкие губные сохраняются: южноалтайское, ферганско-киргизское болот 'сталь'; южноалтайское тöжöк, ферганско-киргизское төшөк 'постель'. По диалектам сохранение южноалтайского ö после ÿ возможно. Широкая гармония заднерядных губных не всегда устанавливается и после выпадения узких губных (в киргизско-ферганской зоне в этом контексте гармония также может отсутствовать): южноалтайское тобурак > тобрак (вместо тоброк, см. выше) 'глина', киргизско-ферганское топурак > топрак. В киргизско-ферганской зоне широкая гармония заднерядных непоследовательна после долгих губных: ооба 'да', оолок//оолак 'далекий', оодар 'переворачивать', оома 'свесившийся набок', в арабских заимствованиях отсутствует и при кратких: опаа 'верность'.
7. В южноалтайском языке (и северноалтайских) система числительных близка к системам в соседних саянских, хакасских и в целом системам восточных тюркских. Это результат частично сохранения древнейшего состояния, а частично позднейших инноваций (например, распространение на обозначения десятков числительного он '10' в числительных 40, 50, 60 и 70). По диалектам могут сохраняться утраченные в литературном языке формы. Хотя написание сегизен и тогузон не отражает настоящего произношения: узкие губные могут выпадать. Ферганско-киргизские числительные совпадают с числительными в остальных западных тюркских.
Интересно отмеченное для хотонского языка числительное сегис(?)н.
8. Южноалтайские местоимения также совмещают в себе западнотюркские и восточнотюркские особенности.